# 玛丽亚·何塞·格拉纳托
玛丽亚·何塞·格拉纳托（西班牙語：María José Granatto，1995年4月21日—），阿根廷女子曲棍球运动员，2019年泛美运动会女子金牌得主、2020年夏季奥林匹克运动会女子银牌得主、2023年泛美运动会女子金牌得主、2024年夏季奥林匹克运动会女子铜牌得主。